# دیپ هفت لایه
دیپ هفت لایه نام یک پیش‌غذای آمریکایی است که از مواد اولیۀ تگزاسی-مکزیکی تشکیل می‌شود. این غذا معمولاً شامل لایه‌های زیر است:
1. پوره لوبیا
2. گوآکاموله
3. خامه ترش
4. سالسای پیکانته، پیکو دی گالو یا گوجه فرنگی خرد شده
5. چدار رنده شده، پنیر مونتری جک یا مخلوطی از هر دو
6. زیتون سیاه
7. این لایه می‌تواند متشکل از مواد مختلفی چون گوشت چرخ‌کرده و پخته شده، کاهوی خرد شده، پیاز سبز یا فلفل هالاپینیوی لایه لایه شده باشد.

این پیش‌غذا معمولاً قبل از سرو کردن در یخچال می‌ماند و به همراه چیپس تورتیلا خورده می‌شود.

## همچنین بنگرید به
- دیپ (غذا)
- سالاد هفت‌لایه